# رباط (شمش)
رباط (شمش) مربوط به دوره صفوی است و در مجاورت راه اصلی یزد به کرمان، بالاتر از مسجد ابوالفضل واقع شده و این اثر در تاریخ ۲۵ اسفند ۱۳۷۹ با شمارهٔ ثبت ۳۶۱۸ به‌عنوان یکی از آثار ملی ایران به ثبت رسیده است.